# The Last Time I Saw Paris
The Last Time I Saw Paris is een dramafilm uit 1954 onder regie van Richard Brooks, met in de hoofdrol Elizabeth Taylor en Van Johnson.
De film is gebaseerd op het korte verhaal "Babylon Revisited" van F. Scott Fitzgerald, gepubliceerd in de The Saturday Evening Post op 21 februari 1931.
Aanvankelijk zou de film Babylon Revisited heten, maar men koos voor het meer romantisch klinkende The Last Time I Saw Paris. De titel komt van het gelijknamige liedje van Jerome Kern en Oscar Hammerstein II uit de film Lady Be Good (1941) dat een grote hit was in de jaren veertig. Roger Moore maakte zijn filmdebuut met deze film.
MGM heeft het auteursrecht op deze film nooit vernieuwd en om die reden bevindt The Last Time I Saw Paris zich in het publieke domein. Gevolg is dat er veel, vaak inferieure, versies op VHS video en DVD zijn verschenen.

## Verhaal
Als de Tweede Wereldoorlog ten einde loopt in Europa, bevindt journalist Charles Wills (Van Johnson) zich in de straten van het pas bevrijde Parijs, dat in een feeststemming is. Hij wordt plotseling vastgenomen door een mooie vrouw, die hem op de lippen kust en dan verdwijnt.
Charles volgt de menigte naar Cafe Dhingo en ontmoet een andere mooie vrouw, Marion Ellswirth (Donna Reed). De wederzijdse aantrekkingskracht is er onmiddellijk en ze nodigt hem uit om mee te gaan naar haar vaders viering van het einde van de oorlog. Charles, Marion en haar volhardende Franse aanzoeker Claude Matine (George Dolenz) komen aan bij Marions vaders viering. Daar komt Charles vast te stellen dat de vrouw die hem gekust heeft niemand minder is dan Marions jongere zus Helen Ellswirth (Elizabeth Taylor).
Hun vader, James Ellswirth (Walter Pidgeon), is een Amerikaan die in Parijs gebleven is na de Eerste Wereldoorlog.
Charles en Helen worden verliefd en beginnen af te spreken met elkaar. Nadat Helen herstelt van een bijna-dodelijk geval van longontsteking, trouwen ze en vestigen ze zich in Parijs. James had gehoopt dat Helen rijk zou trouwen, maar hij heeft geen problemen met Charles. Helen en Charles krijgen kort hierna ook een kind: Vickie (Sandy Descher). Rond deze tijd huwt Marion, na het verlies van Charles, Claude. Charles doet er alles aan om rond te komen met zijn mager salaris: hij werkt aan zijn romans en let op Vickie.
Op dit moment beginnen de Texaanse olievelden die James jaren geleden gekocht had, winst te maken. Charles, aan wie James de olievelden als bruidsschat had gegeven, stopt met werken en Helen en James beginnen feestjes te organiseren in plaats van ernaartoe te gaan. De plotselinge rijkdom verandert Helen, die verantwoordelijker wordt, terwijl Charles zijn rijkdom weg-feest. Ze nemen ook elk andere interesses: Helen begint te flirten met de knappe tennisser Paul Lane (Roger Moore), terwijl Charles aan Lorraine Quarl (Eva Gabor) vraagt om met hem mee te gaan als hij meerijdt in een lokale Parijs-to-Monte Carlo race.
Na de race keert Charles terug naar Parijs om de dingen met Helen weer goed te maken, hij vindt haar in Cafe Dhingo met Paul. Er breekt een gevecht uit tussen Paul en Charles, en een woedende Charles vertrekt naar huis en vergrendelt de deur van binnenuit. Wanneer Helen thuiskomtn geraakt ze niet binnen. Ze vraagt of hij wil dat ze weg gaat, maar Charles is dronken en we horen een fles op de grond vallen. Helen loopt helemaal alleen in de sneeuw naar haar zusters huis en loopt weer een longontsteking op die haar deze keer fataal wordt.
Marion krijgt de volledige voogdij over Vickie, terwijl Charles terug naar huis gaat in Milwaukee (Wisconsin), om te proberen om te gaan met het verlies van zijn vrouw en dochter. Een paar jaar later heeft hij zijn leven gebeterd en een boek geschreven. Charles keert terug naar Parijs, in de hoop dat zijn verbetering Marion zal overtuigen hem terug de voogdij over Vickie te geven. Marion weigert echter nog steeds vanwege het haatdragend gevoel richting Charles omdat hij voor Helen heeft gekozen in plaats van voor haar. Wanneer Claude ziet dat Charles en Vickie bij elkaar horen, neemt hij eindelijk stappen en overtuigt hij Marion dat ze Charles niet moet straffen omdat hij niet van haar hield. Het is pijnlijk voor Claude om Marion te vertellen dat hij beseft dat hij niet al haar liefde kan krijgen, maar Charles mag niet meer worden gestraft.
Marion gaat naar Cafe Dhingo om Charles te vertellen dat Helen niet zou willen dat hij alleen zou zijn. Buiten staat Claude met Vickie. Het kind loopt naar Charles en Charles en Vickie lopen samen verder als de film eindigt.

## Rolverdeling

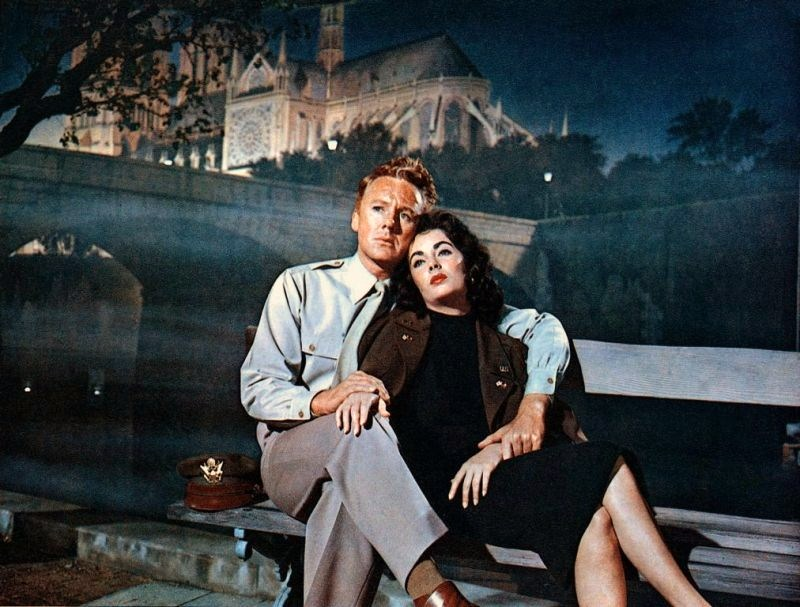
Van Johnson en Elizabeth Taylor

| Acteur           | Personage        |
| ---------------- | ---------------- |
| Elizabeth Taylor | Helen Ellswirth  |
| Van Johnson      | Charles Wills    |
| Walter Pidgeon   | James Ellswirth  |
| Donna Reed       | Marion Ellswirth |
| Roger Moore      | Paul Lane        |
| Sandy Descher    | Vickie           |
| George Dolenz    | Claude Matine    |
| Eva Gabor        | Lorraine Quarl   |
| Celia Lovsky     | Mama             |

## Achtergrond

### Scenario

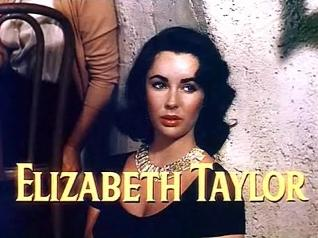
Elizabeth Taylor als Helen

Aanvankelijk zou de film Babylon revisited heten, net als korte verhaal waarop de film is gebaseerd. Elizabeth Taylor verklaarde in 1954 dat de studio bang was dat het publiek zou denken dat het om het zoveelste Bijbelse epos zou gaan en zocht een meer romantisch alternatief. Dat werd The Last Time I Saw Paris. Het liedje werd in 1941 geschreven door Jerome Kern en Oscar Hammerstein II voor de film Lady Be Good (1941) en kreeg een Oscar in de categorie Beste Liedje. Maar liefst drie scenaristen, de Epsteins en Richard Brooke bewerkten het korte verhaal van Fitzgerald tot een scenario. Het verhaal van de laatste was niet echt biografisch, maar bevat wel overeenkomsten met het leven van de schrijver. Fitzgerald had een moeizaam huwelijk met zijn vrouw Zelda bij wie al vroeg schizofrenie was vastgesteld. Het echtpaar had een dochtertje "Scottie" genaamd (in het korte verhaal Honoria en in de film Vicki geheten). Net als het hoofdpersonage Charles had Fitzgerald problemen met alcohol en floreerde zijn schrijverscarrière niet altijd naar believen. Hij kon met het schrijven niet altijd in zijn levensonderhoud voorzien. Zijn schoonzuster, Rosalind Smith, vond dat Fitzgerald geen geschikte ouder was voor Scottie, al leidde dat in tegenstelling tot het verhaal niet tot ontzetting uit de ouderlijke macht. In het echt overleefde Zelda Fitzgerald haar man, al stierf ze acht jaar na het heengaan van Fitzgerald in een inrichting. De scenaristen veranderden zelf ook nog het een en ander aan het verhaal. Zo ging Honoria Vicki heten en werd de naam van Lincoln, de man van Marion veranderd in Claude. Het hele verhaal werd omgezet van 1929 naar de periode direct na de Tweede Wereldoorlog. Een belangrijk verschil met de film is dat Lorraine in het boek dronken op de stoep bij Marion staat en herrie schopt, net op het moment dat Charles probeert de voogdij over zijn dochter te krijgen. Een ander groot verschil is dat in het korte verhaal Charles zijn dochter niet terug krijgt.

### Productie
De filmrechten van Babylon Revisited waren gekocht door producent Lester Cowan die samen met Mary Pickford het verhaal wilde verfilmen in 1946. Het project ging niet door en in 1951 verkocht Cowan de rechten aan Paramount. De scenaristen Julius en Philip Epstein voltooiden een scenario voordat Philip Epstein in februari 1952 overleed. Ondertussen probeerde Paramount de film in productie te krijgen. Aanvankelijk zou Bernard Smith de productie doen en was William Wyler aangetrokken voor de regie. Wyler begon met de audities en wilde Gregory Peck als Charles Wills. Het project werd echter stopgezet en Paramount verkocht de rechten in 1953 aan MGM. De film werd opgenomen op locatie in Parijs en Nice en later op de buitenterreinen van de MGM studios, waar een decor stond bestaande uit Europese straten. De opnamen begonnen in april 1954.